# Epicauta notaticollis
Epicauta notaticollis is een keversoort uit de familie van oliekevers (Meloidae). De wetenschappelijke naam van de soort is voor het eerst geldig gepubliceerd in 1888 door Péringuey.